# Pexopsis aurea
Pexopsis aurea là một loài ruồi trong họ Tachinidae.